# Campeonato Mundial Júnior de Patinação Artística no Gelo de 2018
O Campeonato Mundial Júnior de Patinação Artística no Gelo de 2018 foi a quadragésima terceira edição do Campeonato Mundial Júnior de Patinação Artística no Gelo, um evento anual de patinação artística no gelo organizado pela União Internacional de Patinação (em inglês:  International Skating Union) onde os patinadores artísticos competem pelo título de campeão mundial júnior. A competição foi disputada entre os dias 5 de março e 11 de março, na cidade de Sófia, Bulgária.

## Eventos
- Individual masculino
- Individual feminino
- Duplas
- Dança no gelo

## Medalhistas
| Evento                        | Ouro                                          | Prata                                                     | Bronze                                          |
| Individual masculino detalhes | Alexey Erokhov · Rússia                       | Artur Danielian · Rússia                                  | Matteo Rizzo · Itália                           |
| Individual feminino detalhes  | Alexandra Trusova · Rússia                    | Alena Kostornaia · Rússia                                 | Mako Yamashita · Japão                          |
| Duplas detalhes               | Daria Pavliuchenko · Denis Khodykin · Rússia  | Polina Kostiukovich · Dmitrii Ialin · Rússia              | Anastasia Mishina · Aleksandr Galiamov · Rússia |
| Dança no gelo detalhes        | Anastasia Skoptsova · Kirill Aleshin · Rússia | Christina Carreira · Anthony Ponomarenko · Estados Unidos | Arina Ushakova · Maxim Nekrasov · Rússia        |

## Resultados

### Individual masculino
| Pos.                                                  | Nome                    | Nacionalidade    | Pontos | PC         | PL          |
| ----------------------------------------------------- | ----------------------- | ---------------- | ------ | ---------- | ----------- |
| Medalha de ouro                                       | Alexey Erokhov          | Rússia           | 231.52 | 76.54 (2)  | 154.98 (1)  |
| Medalha de prata                                      | Artur Danielian         | Rússia           | 218.76 | 69.15 (8)  | 149.61 (2)  |
| Medalha de bronze                                     | Matteo Rizzo            | Itália           | 211.58 | 70.24 (6)  | 141.34 (6)  |
| 4                                                     | Joseph Phan             | Canadá           | 210.91 | 65.26 (14) | 145.65 (3)  |
| 5                                                     | Roman Savosin           | Rússia           | 207.91 | 65.36 (12) | 142.55 (5)  |
| 6                                                     | Camden Pulkinen         | Estados Unidos   | 207.88 | 62.31 (17) | 145.57 (4)  |
| 7                                                     | Tomoki Hiwatashi        | Estados Unidos   | 206.68 | 67.85 (11) | 138.83 (7)  |
| 8                                                     | Ivan Pavlov             | Ucrânia          | 206.38 | 71.05 (4)  | 135.33 (8)  |
| 9                                                     | Mitsuki Sumoto          | Japão            | 199.51 | 72.94 (3)  | 126.57 (9)  |
| 10                                                    | Jonathan Hess           | Alemanha         | 195.32 | 69.88 (7)  | 125.44 (10) |
| 11                                                    | Lee Si-Hyeong           | Coreia do Sul    | 194.85 | 70.70 (5)  | 124.15 (11) |
| 12                                                    | Irakli Maysuradze       | Geórgia          | 186.98 | 68.31 (9)  | 118.67 (15) |
| 13                                                    | Conrad Orzel            | Canadá           | 185.93 | 64.49 (15) | 121.44 (12) |
| 14                                                    | Mark Gorodnitsky        | Israel           | 180.43 | 61.72 (18) | 118.71 (14) |
| 15                                                    | Luc Economides          | França           | 179.55 | 58.84 (21) | 120.71 (13) |
| 16                                                    | Nurullah Sahaka         | Suíça            | 177.75 | 65.31 (13) | 112.44 (18) |
| 17                                                    | Adam Shiao Him Fa       | França           | 175.59 | 64.11 (16) | 111.48 (19) |
| 18                                                    | Sena Miyake             | Japão            | 174.66 | 67.98 (10) | 106.68 (23) |
| 19                                                    | Cha Young-Hyun          | Coreia do Sul    | 174.13 | 57.57 (23) | 116.56 (16) |
| 20                                                    | Petr Kotlařík           | República Tcheca | 173.15 | 60.27 (20) | 112.88 (17) |
| 21                                                    | Donovan Carrillo        | México           | 168.68 | 61.37 (19) | 107.31 (22) |
| 22                                                    | Gabriel Folkesson       | Suécia           | 166.39 | 57.11 (24) | 109.28 (20) |
| 23                                                    | Micah Kai Lynette       | Tailândia        | 166.00 | 58.38 (22) | 107.62 (21) |
| WD                                                    | Alexei Krasnozhon       | Estados Unidos   | —      | 80.28 (1)  | — (WD)      |
| Não avançaram para a patinação livre / programa longo |                         |                  |        |            |             |
| 25                                                    | Başar Oktar             | Turquia          | —      | 56.84 (25) |             |
| 26                                                    | Kai Xiang Chew          | Malásia          | —      | 56.76 (26) |             |
| 27                                                    | Aleksandr Selevko       | Estônia          | —      | 54.90 (27) |             |
| 28                                                    | Ivan Shmuratko          | Ucrânia          | —      | 54.51 (28) |             |
| 29                                                    | Yakau Zenko             | Bielorrússia     | —      | 54.15 (29) |             |
| 30                                                    | Larry Loupolover        | Azerbaijão       | —      | 53.67 (30) |             |
| 31                                                    | Aleix Gabara            | Espanha          | —      | 52.22 (31) |             |
| 32                                                    | Davide Lewton Brain     | Mônaco           | —      | 51.68 (32) |             |
| 33                                                    | Harrison Jon-Yen Wong   | Hong Kong        | —      | 49.11 (33) |             |
| 34                                                    | Alexander Zlatkov       | Bulgária         | —      | 48.36 (34) |             |
| 35                                                    | Roman Galay             | Finlândia        | —      | 47.87 (35) |             |
| 36                                                    | Micah Tang              | Taipé Chinesa    | —      | 47.37 (36) |             |
| 37                                                    | Kims Georgs Pavlovs     | Letônia          | —      | 46.65 (37) |             |
| 38                                                    | David Igor Birinberg    | Israel           | —      | 46.03 (38) |             |
| 39                                                    | James Min               | Austrália        | —      | 45.72 (39) |             |
| 40                                                    | Alexander Borovoj       | Hungria          | —      | 43.43 (40) |             |
| 41                                                    | Luc Maierhofer          | Áustria          | —      | 42.52 (41) |             |
| 42                                                    | Nikita Manko            | Cazaquistão      | —      | 41.03 (42) |             |
| 43                                                    | Luke Digby              | Reino Unido      | —      | 40.37 (43) |             |
| 44                                                    | Samuel Mcallister       | Irlanda          | —      | 39.97 (44) |             |
| 45                                                    | Chadwick Wang           | Singapura        | —      | 39.54 (45) |             |
| 46                                                    | Erik Matysiak           | Polônia          | —      | 39.48 (46) |             |
| 47                                                    | Charles Henry Katanovic | Croácia          | —      | 36.80 (47) |             |
| 48                                                    | Yamato Rowe             | Filipinas        | —      | 34.37 (48) |             |

### Individual feminino
| Pos.                                                  | Nome                     | Nacionalidade    | Pontos | PC         | PL          |
| ----------------------------------------------------- | ------------------------ | ---------------- | ------ | ---------- | ----------- |
| Medalha de ouro                                       | Alexandra Trusova        | Rússia           | 225.52 | 72.03 (1)  | 153.49 (1)  |
| Medalha de prata                                      | Alena Kostornaia         | Rússia           | 207.39 | 71.63 (2)  | 135.76 (2)  |
| Medalha de bronze                                     | Mako Yamashita           | Japão            | 195.17 | 66.79 (3)  | 128.38 (3)  |
| 4                                                     | Stanislava Konstantinova | Rússia           | 186.35 | 62.63 (6)  | 123.72 (5)  |
| 5                                                     | Lim Eun-Soo              | Coreia do Sul    | 185.12 | 62.96 (5)  | 122.16 (6)  |
| 6                                                     | Yuhana Yokoi             | Japão            | 184.78 | 59.81 (8)  | 124.97 (4)  |
| 7                                                     | Ting Cui                 | Estados Unidos   | 180.39 | 62.22 (7)  | 118.17 (7)  |
| 8                                                     | Rika Kihira              | Japão            | 175.25 | 63.74 (4)  | 111.51 (9)  |
| 9                                                     | You Young                | Coreia do Sul    | 171.78 | 59.79 (9)  | 111.99 (8)  |
| 10                                                    | Lea Johanna Dastich      | Alemanha         | 164.34 | 55.32 (12) | 109.02 (10) |
| 11                                                    | Yi Christy Leung         | Hong Kong        | 156.22 | 56.97 (11) | 99.25 (13)  |
| 12                                                    | Stefanie Pesendorfer     | Áustria          | 153.70 | 54.16 (13) | 99.54 (12)  |
| 13                                                    | Anastasiia Arkhipova     | Ucrânia          | 151.98 | 59.37 (10) | 92.61 (16)  |
| 14                                                    | Selma Ihr                | Suécia           | 150.35 | 53.33 (14) | 97.02 (14)  |
| 15                                                    | Alexandra Feigin         | Bulgária         | 147.50 | 51.49 (17) | 96.01 (15)  |
| 16                                                    | Lucrezia Beccari         | Itália           | 147.45 | 46.46 (23) | 100.99 (11) |
| 17                                                    | Aurora Cotop             | Canadá           | 141.64 | 49.15 (21) | 92.49 (17)  |
| 18                                                    | Hongyi Chen              | China            | 141.00 | 49.83 (18) | 91.17 (18)  |
| 19                                                    | Emmy Ma                  | Estados Unidos   | 139.98 | 52.78 (16) | 87.20 (19)  |
| 20                                                    | Ann-Christin Marold      | Alemanha         | 135.56 | 52.84 (15) | 82.72 (20)  |
| 21                                                    | Kristen Spours           | Reino Unido      | 129.21 | 49.57 (19) | 79.64 (21)  |
| 22                                                    | Alana Toktarova          | Cazaquistão      | 127.27 | 48.28 (22) | 78.99 (22)  |
| 23                                                    | Chloe Ing                | Singapura        | 124.26 | 49.27 (20) | 74.99 (23)  |
| 24                                                    | Kyarha Van Tiel          | Países Baixos    | 116.77 | 45.88 (24) | 70.89 (24)  |
| Não avançaram para a patinação livre / programa longo |                          |                  |        |            |             |
| 25                                                    | Dahyun Ko                | República Tcheca | —      | 45.68 (25) |             |
| 26                                                    | Morgan Flood             | Azerbaijão       | —      | 45.04 (26) |             |
| 27                                                    | Andrea Montesinos Cantu  | México           | —      | 44.26 (27) |             |
| 28                                                    | Maya Gorodnitsky         | Israel           | —      | 44.24 (28) |             |
| 29                                                    | Sofia Sula               | Finlândia        | —      | 44.21 (29) |             |
| 30                                                    | Güzide Irmak Bayır       | Turquia          | —      | 43.09 (30) |             |
| 31                                                    | Amy Lin                  | Taipé Chinesa    | —      | 43.06 (31) |             |
| 32                                                    | Júlia Láng               | Hungria          | —      | 42.00 (32) |             |
| 33                                                    | Silvia Hugec             | Eslováquia       | —      | 41.49 (33) |             |
| 34                                                    | Kristina Škuleta-Gromova | Estônia          | —      | 41.30 (34) |             |
| 35                                                    | Maïa Mazzara             | Suíça            | —      | 40.69 (35) |             |
| 36                                                    | Hana Cvijanović          | Croácia          | —      | 40.51 (36) |             |
| 37                                                    | Anete Lāce               | Letônia          | —      | 40.03 (37) |             |
| 38                                                    | Léa Serna                | França           | —      | 39.97 (38) |             |
| 39                                                    | Oliwia Rzepiel           | Polônia          | —      | 39.71 (39) |             |
| 40                                                    | Amanda Stan              | Romênia          | —      | 38.46 (40) |             |
| 41                                                    | Hiu Ching Kwong          | Hong Kong        | —      | 37.31 (41) |             |
| 42                                                    | Aliaksandra Chepeleva    | Bielorrússia     | —      | 36.63 (42) |             |
| 43                                                    | Paulina Ramanauskaitė    | Lituânia         | —      | 33.50 (43) |             |
| 44                                                    | Maruša Udrih             | Eslovênia        | —      | 32.71 (44) |             |

### Duplas
| Pos.                                                  | Nome                                   | Nacionalidade    | Pontos | PC         | PL         |
| ----------------------------------------------------- | -------------------------------------- | ---------------- | ------ | ---------- | ---------- |
| Medalha de ouro                                       | Daria Pavliuchenko / Denis Khodykin    | Rússia           | 180.53 | 63.12 (1)  | 117.41 (1) |
| Medalha de prata                                      | Polina Kostiukovich / Dmitrii Ialin    | Rússia           | 167.99 | 61.77 (2)  | 106.22 (3) |
| Medalha de bronze                                     | Anastasia Mishina / Aleksandr Galiamov | Rússia           | 167.24 | 56.95 (4)  | 110.29 (2) |
| 4                                                     | Gao Yumeng / Xie Zhong                 | China            | 164.70 | 59.55 (3)  | 105.15 (5) |
| 5                                                     | Audrey Lu / Misha Mitrofanov           | Estados Unidos   | 160.09 | 54.38 (6)  | 105.71 (4) |
| 6                                                     | Evelyn Walsh / Trennt Michaud          | Canadá           | 158.96 | 55.31 (5)  | 103.65 (6) |
| 7                                                     | Talisa Thomalla / Robert Kunkel        | Alemanha         | 144.38 | 52.13 (8)  | 92.25 (8)  |
| 8                                                     | Sarah Feng / Tommy-Jo Nyman            | Estados Unidos   | 143.10 | 54.09 (7)  | 89.01 (9)  |
| 9                                                     | Lori-Ann Matte / Thierry Ferland       | Canadá           | 142.51 | 50.14 (10) | 92.37 (7)  |
| 10                                                    | Riku Miura / Shoya Ichihashi           | Japão            | 137.22 | 50.30 (9)  | 86.92 (11) |
| 11                                                    | Cléo Hamon / Denys Strekalin           | França           | 133.04 | 44.45 (13) | 88.59 (10) |
| 12                                                    | Tang Feiyao / Yang Yongchao            | China            | 130.97 | 48.15 (11) | 82.82 (12) |
| 13                                                    | Isabella Gamez / Tòn Consúl            | Espanha          | 121.00 | 45.04 (12) | 75.96 (14) |
| 14                                                    | Sofiia Nesterova / Artem Darenskyi     | Ucrânia          | 117.73 | 43.91 (14) | 76.18 (15) |
| 15                                                    | Edita Hornaková / Radek Jakubka        | República Tcheca | 117.55 | 41.37 (15) | 73.82 (13) |
| 16                                                    | Hailey Esther Kops / Artem Tsoglin     | Israel           | 106.01 | 38.81 (16) | 67.20 (16) |
| Não avançaram para a patinação livre / programa longo |                                        |                  |        |            |            |
| 17                                                    | Sara Carli / Marco Pauletti            | Itália           | —      | 36.99 (17) |            |

### Dança no gelo
| Pos.                                     | Nome                                     | Nacionalidade    | Pontos | DC         | DL         |
| ---------------------------------------- | ---------------------------------------- | ---------------- | ------ | ---------- | ---------- |
| Medalha de ouro                          | Anastasia Skoptsova / Kirill Aleshin     | Rússia           | 155.15 | 66.44 (1)  | 88.71 (1)  |
| Medalha de prata                         | Christina Carreira / Anthony Ponomarenko | Estados Unidos   | 147.68 | 60.85 (6)  | 86.83 (2)  |
| Medalha de bronze                        | Arina Ushakova / Maxim Nekrasov          | Rússia           | 146.88 | 61.29 (3)  | 85.59 (3)  |
| 4                                        | Marjorie Lajoie / Zachary Lagha          | Canadá           | 146.22 | 62.39 (2)  | 83.83 (5)  |
| 5                                        | Sofia Shevchenko / Igor Eremenko         | Rússia           | 145.85 | 60.95 (4)  | 84.90 (4)  |
| 6                                        | Caroline Green / Gordon Green            | Estados Unidos   | 141.83 | 60.86 (5)  | 80.97 (7)  |
| 7                                        | Chloe Lewis / Logan Bye                  | Estados Unidos   | 139.17 | 58.07 (8)  | 81.10 (6)  |
| 8                                        | Natacha Lagouge / Corentin Rahier        | França           | 136.75 | 59.26 (7)  | 77.49 (9)  |
| 9                                        | Maria Kazakova / Georgy Reviya           | Geórgia          | 133.07 | 54.95 (11) | 78.12 (8)  |
| 10                                       | Ria Schwendinger / Valentin Wunderlich   | Alemanha         | 130.27 | 55.02 (10) | 75.25 (10) |
| 11                                       | Darya Popova / Volodymyr Byelikov        | Ucrânia          | 125.26 | 55.56 (9)  | 69.70 (11) |
| 12                                       | Olivia Mcisaac / Elliott Graham          | Canadá           | 121.17 | 52.80 (12) | 68.37 (14) |
| 13                                       | Chiara Calderone / Pietro Papetti        | Itália           | 120.85 | 51.78 (13) | 69.07 (13) |
| 14                                       | Villö Marton / Danyil Semko              | Hungria          | 119.92 | 50.58 (15) | 69.36 (12) |
| 15                                       | Loicia Demougeot / Théo Le Mercier       | França           | 117.60 | 51.52 (14) | 66.08 (15) |
| 16                                       | Yana Buga / Georgy Pokhilyuk             | Azerbaijão       | 112.55 | 48.27 (18) | 64.28 (16) |
| 17                                       | Shira Ichilov / Vadim Davidovich         | Israel           | 112.22 | 49.63 (17) | 62.59 (17) |
| 18                                       | Natálie Taschlerová / Filip Taschler     | República Tcheca | 110.30 | 50.25 (16) | 60.05 (18) |
| 19                                       | Charise Matthaei / Maximilian Pfisterer  | Alemanha         | 105.45 | 45.93 (20) | 59.52 (19) |
| 20                                       | Viktoria Semenjuk / Artur Gruzdev        | Estônia          | 105.18 | 46.09 (19) | 59.09 (20) |
| Não avançaram para a dança livre / longa |                                          |                  |        |            |            |
| 21                                       | Sasha Fear / George Waddell              | Reino Unido      | —      | 42.57 (21) |            |
| 22                                       | Ning Wanqi / Wang Chao                   | China            | —      | 41.40 (22) |            |
| 23                                       | Haruno Yajima / Daiki Shimazaki          | Japão            | —      | 41.16 (23) |            |
| 24                                       | Karina Sidarenka / Maksim Yalenich       | Bielorrússia     | —      | 40.00 (24) |            |
| 25                                       | Yana Bozhilova / Kaloyan Georgiev        | Bulgária         | —      | 38.81 (25) |            |
| 26                                       | Olexandra Borysova / Cezary Zawadzki     | Polônia          | —      | 38.67 (26) |            |
| 27                                       | Gaukhar Nauryzova / Boyisangur Datiev    | Cazaquistão      | —      | 38.33 (27) |            |
| 28                                       | Malene Niquita-Basquin / Jaime García    | Espanha          | —      | 36.26 (28) |            |

## Quadro de medalhas
| Ordem | País           | Medalha de ouro | Medalha de prata | Medalha de bronze |    | Ordem por total |
| ----- | -------------- | --------------- | ---------------- | ----------------- | -- | --------------- |
| 1     | Rússia         | 4               | 3                | 2                 | 9  | 1               |
| 2     | Estados Unidos |                 | 1                |                   | 1  | 2               |
| 3     | Itália         |                 |                  | 1                 | 1  | 2               |
| 3     | Japão          |                 |                  | 1                 | 1  | 2               |
| TOTAL | TOTAL          | 4               | 4                | 4                 | 12 | —               |